# Fenyvesi Máté
Fenyvesi Máté, játékosként Fenyvesi dr. (Jánoshalma, 1933. szeptember 19. – Budapest, 2022. február 17.) Európa-bajnoki bronzérmes válogatott magyar labdarúgó, állatorvos, politikus. Testvére Fenyvesi József ferencvárosi labdarúgó.

## Sportpályafutása
1948-ban kezdte el a labdarúgást a Jánoshalmi SE csapatában, majd 1951-ben a Kecskeméti Kinizsi labdarúgója lett, ahonnan 1953-ban igazolt át az akkor még Budapesti Kinizsinek hívott Ferencvárosi TC-hez. Gyorsan bekerült a kezdőcsapatba, első válogatott mérkőzését 1954-ben vívta.
Első klubsikere az 1958-as MNK-kupa megnyerése volt. 1963-ban nyerte meg először a Ferencvárossal a magyar labdarúgó-bajnokságot, amit egy évvel később később meg tudott ismételni. 1965-ben tagja az FTC Vásárvárosok Kupáját nyert csapatának, és a mérkőzés egyetlen találatát, a győzelmet jelentő fejes gólt is ő szerezte a döntőben a Juventus ellen. 1967-ben és 1968-ban újra magyar bajnok lett.
Az 1964-es labdarúgó-Európa-bajnokságon a bronzérmet szerzett magyar válogatott balszélsője volt. 1969-ben vonult vissza a labdarúgástól. Pályafutás alatt 76-szor lépett pályára a magyar labdarúgó-válogatottban. A sportéletbe 1999-ben rövid időre visszatért, amikor egykori klubjának ügyvezető elnöke volt.

## Állatorvosi pályafutása
Még aktív sportolóként kezdte meg tanulmányait az Állatorvostudományi Főiskolán, ahol 1960-ban végzett és szerzett doktori címet. Emiatt hívták pályafutása végén Fenyvesi dr.-nak a szaksajtóban. Diplomájának megszerzése után a Budapesti Sertésközvágóhíd higiénikus állatorvosa lett, majd 1970-től egy biatorbágyi Mgtsz üzemi állatorvosaként dolgozott. 1973 és 1979 között Balassagyarmaton, majd 1989-ig Jászberényben volt városi főállatorvos. 1989 és 1998 között magánállatorvosként dolgozott.

## Politikai pályafutása
1989-ben lépett be a Független Kisgazda-, Földmunkás- és Polgári Pártba. 1990-ben a jánoshalmai önkormányzat képviselő-testületének tagja lett, amit 1994-ben megismételt. Az 1998-as országgyűlési választáson az FKGP színeiben, a Bács-Kiskun megye 10. választókerületből bejutott az Országgyűlésbe, majd a 2002-es országgyűlési választáson újra egyéni képviselőként szerzett mandátumot, ezúttal a Fidesz jelöltjeként, az FKGP-ből kivált Kisgazda Polgári Egyesület képviseletében. 2003-ban belépett a Fideszbe. 2006-ban nem indult el a választáson.

## Sikerei, díjai

### Klubcsapatban
Ferencváros
- Magyar bajnokság:
  - bajnok (4): 1963, 1964,1967, 1968
  - ezüstérmes (3): 1960, 1965, 1966
  - bronzérmes (6): 1954, 1955, 1958, 1962, 1963 ősz, 1969
- Magyar Népköztársasági-kupa:
  - győztes (1): 1958
  - döntős (1): *1966
- Vásárvárosok kupája:
  - győztes (1): 1964–1965
  - döntős (1): 1967–1968
  - elődöntős (1): 1962–1963
- BEK:
  - negyeddöntős (1): 1965–1966

### Válogatottal
Magyarország
- Európa-bajnokság
  - bronzérmes (1): 1964
- Világbajnokság
  - negyeddöntő (2): 1962, 1966

### Kitüntetések
- A Magyar Népköztársaság Érdemes Sportolója (1955)[4]
- A Magyar Köztársasági Érdemrend tisztikeresztje (1994)[5]
- A Magyar Érdemrend középkeresztje (2013)[6]
- Budapest díszpolgára (2017)[7]
- Emberi Méltóságért (2018)[8]

## Statisztika

### Mérkőzései a válogatottban
| Magyarország | Magyarország         | Magyarország                          | Magyarország  | Magyarország | Magyarország  | Magyarország   | Magyarország | Magyarország |
| #            | Dátum                | Helyszín                              | Hazai         | Eredmény     | Vendég        | Kiírás         | Gólok        | Esemény      |
| ------------ | -------------------- | ------------------------------------- | ------------- | ------------ | ------------- | -------------- | ------------ | ------------ |
| 1.           | 1954. szeptember 19. | Budapest, Népstadion                  | Magyarország  | 5 – 1        | Románia       | barátságos     | -            |              |
| 2.           | 1954. szeptember 26. | Moszkva, Dinamo-stadion               | Szovjetunió   | 1 – 1        | Magyarország  | barátságos     | -            |              |
| 3.           | 1954. október 10.    | Budapest, Népstadion                  | Magyarország  | 3 – 0        | Svájc         | barátságos     | -            |              |
| 4.           | 1954. október 24.    | Budapest, Népstadion                  | Magyarország  | 4 – 1        | Csehszlovákia | barátságos     | -            |              |
| 5.           | 1954. november 14.   | Budapest, Népstadion                  | Magyarország  | 4 – 1        | Ausztria      | barátságos     | -            |              |
| 6.           | 1954. december 8.    | Glasgow, Hampden Park                 | Skócia        | 2 – 4        | Magyarország  | barátságos     | -            |              |
| 7.           | 1955. április 24.    | Bécs, Práter-stadion                  | Ausztria      | 2 – 2        | Magyarország  | Európa-kupa    | 1            | 5'           |
| 8.           | 1955. május 29.      | Budapest, Népstadion                  | Magyarország  | 3 – 1        | Skócia        | barátságos     | 1            | 69'          |
| 9.           | 1956. április 29.    | Budapest, Népstadion                  | Magyarország  | 2 – 2        | Jugoszlávia   | Európa-kupa    | 1            | 42'          |
| 10.          | 1956. május 20.      | Budapest, Népstadion                  | Magyarország  | 2 – 4        | Csehszlovákia | Európa-kupa    | -            |              |
| 11.          | 1956. június 3.      | Brüsszel, Heysel Stadion              | Belgium       | 5 – 4        | Magyarország  | barátságos     | -            |              |
| 12.          | 1956. június 9.      | Lisszabon, Luz Stadion                | Portugália    | 2 – 2        | Magyarország  | barátságos     | -            |              |
| 13.          | 1956. július 15.     | Budapest, Népstadion                  | Magyarország  | 4 – 1        | Lengyelország | barátságos     | -            |              |
| 14.          | 1957. június 12.     | Oslo, Ullevaal Stadion                | Norvégia      | 2 – 1        | Magyarország  | vb-selejtező   | -            |              |
| 15.          | 1957. június 16.     | Stockholm, Råsunda Stadion            | Svédország    | 0 – 0        | Magyarország  | barátságos     | -            | 46'          |
| 16.          | 1957. október 6.     | Budapest, Népstadion                  | Magyarország  | 2 – 0        | Franciaország | barátságos     | -            |              |
| 17.          | 1958. április 20.    | Budapest, Népstadion                  | Magyarország  | 2 – 0        | Jugoszlávia   | barátságos     | -            |              |
| 18.          | 1958. május 7.       | Glasgow, Hampden Park                 | Skócia        | 1 – 1        | Magyarország  | barátságos     | 1            | 54'          |
| 19.          | 1958. június 8.      | Sandviken, Jernvallen (SWE)           | Magyarország  | 1 – 1        | Wales         | vb-csoportkör  | -            |              |
| 20.          | 1958. június 12.     | Stockholm, Råsunda Stadion            | Svédország    | 2 – 1        | Magyarország  | vb-csoportkör  | -            |              |
| 21.          | 1958. június 17.     | Stockholm, Råsunda Stadion (SWE)      | Wales         | 2 – 1        | Magyarország  | vb-csoportkör  | -            |              |
| 22.          | 1959. április 19.    | Budapest, Népstadion                  | Magyarország  | 4 – 0        | Jugoszlávia   | barátságos     | -            |              |
| 23.          | 1959. május 1.       | Drezda, Hans Meyer Stadion            | NDK           | 0 – 1        | Magyarország  | barátságos     | -            |              |
| 24.          | 1959. június 28.     | Budapest, Népstadion                  | Magyarország  | 3 – 2        | Svédország    | barátságos     | -            |              |
| 25.          | 1959. szeptember 27. | Budapest, Népstadion                  | Magyarország  | 0 – 1        | Szovjetunió   | NEK-selejtező  | -            |              |
| 26.          | 1959. november 29.   | Firenze, Stadio Comunale              | Olaszország   | 1 – 1        | Magyarország  | Európa-kupa    | -            |              |
| 27.          | 1960. június 5.      | Budapest, Népstadion                  | Magyarország  | 3 – 3        | Skócia        | barátságos     | -            |              |
| 28.          | 1960. október 9.     | Budapest, Népstadion                  | Magyarország  | 1 – 1        | Jugoszlávia   | barátságos     | -            |              |
| 29.          | 1960. november 13.   | Budapest, Népstadion                  | Magyarország  | 4 – 1        | Lengyelország | barátságos     | -            |              |
| 30.          | 1960. november 20.   | Budapest, Népstadion                  | Magyarország  | 2 – 0        | Ausztria      | barátságos     | -            |              |
| 31.          | 1961. április 16.    | Budapest, Megyer úti Stadion          | Magyarország  | 2 – 0        | NDK           | vb-selejtező   | -            |              |
| 32.          | 1961. április 30.    | Rotterdam, Feijenoord Stadion         | Hollandia     | 0 – 3        | Magyarország  | vb-selejtező   | 1            | 24'          |
| 33.          | 1961. május 7.       | Belgrád, JNA-stadion                  | Jugoszlávia   | 2 – 4        | Magyarország  | barátságos     | -            |              |
| 34.          | 1961. május 28.      | Budapest, Népstadion                  | Magyarország  | 3 – 2        | Wales         | barátságos     | -            |              |
| 35.          | 1961. június 11.     | Budapest, Népstadion                  | Magyarország  | 1 – 2        | Ausztria      | barátságos     | -            |              |
| 36.          | 1961. október 8.     | Bécs, Práter-stadion                  | Ausztria      | 2 – 1        | Magyarország  | barátságos     | -            |              |
| 37.          | 1961. október 22.    | Budapest, Népstadion                  | Magyarország  | 3 – 3        | Hollandia     | vb-selejtező   | -            |              |
| 38.          | 1961. december 9.    | Santiago, Estadio Nacional            | Chile         | 5 – 1        | Magyarország  | barátságos     | -            |              |
| 39.          | 1961. december 13.   | Santiago, Estadio Nacional            | Chile         | 0 – 0        | Magyarország  | barátságos     | -            |              |
| 40.          | 1961. december 23.   | Montevideo, Estadio Centenario        | Uruguay       | 1 – 1        | Magyarország  | barátságos     | -            |              |
| 41.          | 1962. április 18.    | Budapest, Népstadion                  | Magyarország  | 1 – 1        | Uruguay       | barátságos     | -            |              |
| 42.          | 1962. április 29.    | Budapest, Népstadion                  | Magyarország  | 2 – 1        | Törökország   | barátságos     | -            |              |
| 43.          | 1962. május 31.      | Rancagua, Estadio El Teniente (CHI)   | Magyarország  | 2 – 1        | Anglia        | vb-csoportkör  | -            |              |
| 44.          | 1962. június 3.      | Rancagua, Estadio El Teniente (CHI)   | Magyarország  | 6 – 1        | Bulgária      | vb-csoportkör  | -            |              |
| 45.          | 1962. június 10.     | Rancagua, Estadio El Teniente (CHI)   | Magyarország  | 0 – 1        | Csehszlovákia | vb-negyeddöntő | -            |              |
| 46.          | 1962. június 24.     | Bécs, Práter-stadion                  | Ausztria      | 1 – 2        | Magyarország  | barátságos     | -            |              |
| 47.          | 1962. szeptember 2.  | Poznań, Warta-stadion                 | Lengyelország | 0 – 2        | Magyarország  | barátságos     | -            |              |
| 48.          | 1962. október 14.    | Budapest, Népstadion                  | Magyarország  | 0 – 1        | Jugoszlávia   | barátságos     | -            |              |
| 49.          | 1962. október 28.    | Budapest, Népstadion                  | Magyarország  | 2 – 0        | Ausztria      | barátságos     | -            |              |
| 50.          | 1962. november 7.    | Budapest, Népstadion                  | Magyarország  | 3 – 1        | Wales         | NEK-selejtező  | -            |              |
| 51.          | 1962. november 11.   | Párizs, Colombes Stadion              | Franciaország | 2 – 3        | Magyarország  | barátságos     | -            |              |
| 52.          | 1963. március 20.    | Cardiff, Ninian Park                  | Wales         | 1 – 1        | Magyarország  | NEK-selejtező  | -            |              |
| 53.          | 1963. május 5.       | Stockholm, Råsunda Stadion            | Svédország    | 2 – 1        | Magyarország  | barátságos     | -            |              |
| 54.          | 1963. május 19.      | Budapest, Népstadion                  | Magyarország  | 6 – 0        | Dánia         | barátságos     | 1            | 17'          |
| 55.          | 1963. június 2.      | Prága, Strahov Stadion                | Csehszlovákia | 2 – 2        | Magyarország  | barátságos     | -            |              |
| 56.          | 1963. szeptember 21. | Moszkva, Lenin-stadion                | Szovjetunió   | 1 – 1        | Magyarország  | barátságos     | -            | 72'          |
| 57.          | 1963. október 6.     | Belgrád, JNA-stadion                  | Jugoszlávia   | 2 – 0        | Magyarország  | barátságos     | -            |              |
| 58.          | 1963. október 19.    | Kelet-Berlin, Walter Ulbricht Stadion | NDK           | 1 – 2        | Magyarország  | NEK-selejtező  | -            |              |
| 59.          | 1963. október 27.    | Budapest, Népstadion                  | Magyarország  | 2 – 1        | Ausztria      | barátságos     | -            |              |
| 60.          | 1963. november 3.    | Budapest, Népstadion                  | Magyarország  | 3 – 3        | NDK           | NEK-selejtező  | -            |              |
| 61.          | 1964. április 25.    | Párizs, Colombes Stadion              | Franciaország | 1 – 3        | Magyarország  | NEK-selejtező  | -            |              |
| 62.          | 1964. május 3.       | Bécs, Práter-stadion                  | Ausztria      | 1 – 0        | Magyarország  | barátságos     | -            |              |
| 63.          | 1964. május 23.      | Budapest, Népstadion                  | Magyarország  | 2 – 1        | Franciaország | NEK-selejtező  | -            |              |
| 64.          | 1964. június 17.     | Madrid, Santiago Bernabéu stadion     | Spanyolország | 2 – 1        | Magyarország  | NEK-elődöntő   | -            |              |
| 65.          | 1964. június 20.     | Barcelona, Camp Nou (ESP)             | Magyarország  | 3 – 1        | Dánia         | NEK 3. helyért | -            |              |
| 66.          | 1964. október 4.     | Bern, Wankdorf-stadion                | Svájc         | 0 – 2        | Magyarország  | barátságos     | -            | 70'          |
| 67.          | 1964. október 11.    | Budapest, Népstadion                  | Magyarország  | 2 – 2        | Csehszlovákia | barátságos     | -            |              |
| 68.          | 1964. október 25.    | Budapest, Népstadion                  | Magyarország  | 2 – 1        | Jugoszlávia   | barátságos     | -            |              |
| 69.          | 1965. május 5.       | London, Wembley Stadion               | Anglia        | 1 – 0        | Magyarország  | barátságos     | -            |              |
| 70.          | 1965. június 13.     | Bécs, Práter-stadion                  | Ausztria      | 0 – 1        | Magyarország  | vb-selejtező   | 1            | 44'          |
| 71.          | 1965. június 27.     | Budapest, Népstadion                  | Magyarország  | 2 – 1        | Olaszország   | barátságos     | -            |              |
| 72.          | 1965. szeptember 5.  | Budapest, Népstadion                  | Magyarország  | 3 – 0        | Ausztria      | vb-selejtező   | 1            | 36'          |
| 73.          | 1965. október 9.     | Budapest, Népstadion                  | Magyarország  | 3 – 2        | NDK           | vb-selejtező   | -            |              |
| 74.          | 1966. május 3.       | Chorzów, Stadion Śląski               | Lengyelország | 1 – 1        | Magyarország  | barátságos     | -            |              |
| 75.          | 1966. május 8.       | Zágráb, Maksimir Stadion              | Jugoszlávia   | 2 – 0        | Magyarország  | barátságos     | -            | 46'          |
| 76.          | 1966. június 5.      | Budapest, Népstadion                  | Magyarország  | 3 – 1        | Svájc         | barátságos     | -            |              |
|              | Összesen             |                                       |               | 76           | mérkőzés      |                | 8            | gól          |